# 凱西·陳
凱西.陳 cathie chen，（1974年1月16日—），本名陳玟秀，中華民國繪本作家，著有『勇氣之書』、『希望之光』、『愛不愛之書』、『30好幾?』、『凱西陪你玩設計』、『淡定 』等書。

## 學歷
- 復興高級商工職業學校美術工藝科包裝設計組

## 作品
- 1995年4月，出版第一本筆記書『白上衣藍短褲』
- 1996年，出版第二、三本筆記書、『凱西說說話』正式連載
- 1997年，出版第四、五本筆記書、於少女漫畫雜誌連載『草莓姊妹』、『凱西想事情』
- 1998年，出版第六本筆記書、於報章雜誌連載『What I like』、『凱西說說話』、『凱西月月記』
- 1999年，出版第七本筆記書
- 2000年，青少年心靈雞湯插畫
- 2001年3月，與星座文字人合作出版『凱西星世界』系列書、連續劇飛龍在天筆記書
- 2001年5月，愛報告(What I Like)〈尖端出版〉
- 2001年6月，第一本圖文書『寂寞殺死一隻貓』〈大田出版〉
- 2002年1月1日，『愛的失戀藥箱』〈尖端出版〉
- 2002年3月1日，『愛說話』〈尖端出版〉
- 2002年3月26日，『有沒有貓』〈大田出版〉
- 2002年5月，有愛的箱子
- 2002年6月1日，『愛不離散』〈尖端出版〉、有愛的時光(灰藍/桃紅手錶)
- 2002年8月1日，『凱西．陳 收』〈尖端出版〉
- 2003年9月1日，『沒什麼．只想聽聽你的聲音』〈大田出版〉
- 2004年2月5日，『我的手記』〈大田出版〉
- 2004年8月1日，『喀滋月月記』〈大田出版〉
- 2005年，『凱西十年誌，continue』〈知音出版〉
- 2005年5月24日，『勇氣之書』〈圓神出版〉
- 2006年3月1日，『希望之光』〈法界出版〉
- 2007年5月31日，『愛不愛之書』〈圓神出版〉
- 2009年7月30日，『30好幾?』〈圓神出版〉
- 2011年9月30日，『凱西陪你玩設計』〈大塊文化出版〉
- 2013年5月1日，『淡定 』宣化上人著/凱西.陳插畫〈法界佛教總會出版〉